# Scandia minor
Scandia minor is een hydroïdpoliep uit de familie Hebellidae. De poliep komt uit het geslacht Scandia. Scandia minor werd in 1938 voor het eerst wetenschappelijk beschreven door Fraser. 